# Filbertona
La filbertona és un compost químic d'origen natural que es troba a les avellanes i el component principal responsable del seu sabor. S'utilitza en perfumeria i com a additiu alimentari.
A la natura, la filbertona es presenta com una mescla dels dos enantiòmers en una proporció que varia segons l'origen.